# Amauris kikuyu
Amauris kikuyu är en fjärilsart som beskrevs av Talbot 1940. Amauris kikuyu ingår i släktet Amauris och familjen praktfjärilar. Inga underarter finns listade i Catalogue of Life.